# Distretto di Kohsan
Il distretto di Kohsan è un distretto nella provincia di Herat, nell'Afghanistan nordoccidentale. Confina a ovest con l'Iran, con il distretto di Gulran a nord e con il distretto di Ghoryan a sud e a est. La popolazione, stimata nel 2002 in 30.100 abitanti, era per il 59,4% di etnia Pashtun, per il 35,3% tagika, per il 5,1% Baluchi e per lo 0,2% turkmena.
Il centro amministrativo del distretto è il villaggio di Kuhsan. Il territorio è prevalentemente desertico, fatta eccezione per alcune zone irrigate, ed è attraversato dal fiume Hari. La siccità è un grave problema per l'agricoltura che rimane la principale fonte di reddito nonostante il 60% dei campi precedentemente utilizzati sia oggi inutilizzato.
Nel distretto si trova Islam Qala, una delle frontiere ufficiali tra Afghanistan e Iran.